# بيلوبيو
بيلوبيون (Πελόπιον) هي مدينة في إليا في مقاطعة كينتريكي إلادا في اليونان.